# Lion's Bar
Il Lion's Bar è un caffè storico della città di Venezia, costruito sull'isola del Lido all'angolo del complesso denominato Procuratie del Lido. Fa parte dell'area del Palazzo del Cinema di Venezia ed è aperto solo durante il periodo della Mostra del cinema, all'inizio di settembre.

## Storia
Verso la metà degli anni Venti del XX secolo, gli artisti della Fondazione Bevilacqua La Masa e di Ca' Pesaro decisero di dare nuovo slancio alle esposizioni cittadine costruendo un moderno spazio per l'arte contemporanea. Scartata l'ipotesi di un padiglione autonomo ai Giardini della Biennale, fu scelta l'isola del Lido frequentata allora dal bel mondo cittadino e internazionale e cornice ideale per il rilancio dell'arte in città.

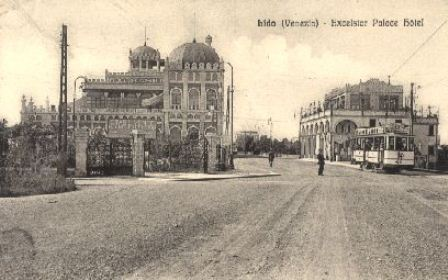
L'hotel Excelsior e a destra, le Procuratie accanto a cui verrà edificato il Padiglione delle Esposizioni, 1920 circa.

Tra marzo e luglio del 1925 venne costruito per l'occasione un "Padiglione delle Esposizioni" nell'area del parco davanti all'Hotel Excelsior alle Quattro Fontane, su progetto di Giovanni Sicher, con una collaborazione tra pubblico e privato (Comune di Venezia e Compagnia Italiana Grandi Alberghi), affiancando un edificio porticato preesistente chiamato Procuratie del Lido che era stato eretto nel 1914 dall'ing. Gino Gianesi. I lavori furono affidati alla società Mutua Cooperativa Operaia Veneziana per le costruzioni. Il risultato fu un'architettura eclettica, baroccheggiante, con un imponente ingresso sopraelevato da una gradinata all'angolo tra il lungomare e via Candia. 
L'inaugurazione ebbe luogo con la XVI Collettiva degli artisti di Ca' Pesaro aperta al pubblico il 28 luglio 1925 con opere di Umberto Boccioni, Gino Rossi, Umberto Moggioli, Felice Casorati, Guido Cadorin, Guido Marussig ed altri in un allestimento estremamente curato e raffinato.
L'attuale Lion's Bar era il vestibolo circolare, l'ingresso con biglietteria, sovrastato da una cupola e ricoperto da splendidi tessuti. Seguiva un secondo vestibolo da dove si poteva accedere alla serie di spazi espositivi di circa 700 mq oppure, scendendo due scale ellittiche, raggiungere il salone sottostante. La luce che filtrava dai lucernari rendeva apprezzabili le opere attraverso l'illuminazione naturale.
Lo spazio espositivo accolse dieci edizioni delle mostre della Bevilacqua La Masa e degli artisti del gruppo di Ca' Pesaro fino al 1934 quando presero avvio le stagioni della Mostra internazionale d'arte cinematografica, evento di maggior richiamo popolare rispetto alle rassegne artistiche che vennero spostate in una galleria di Piazza San Marco.

## Descrizione

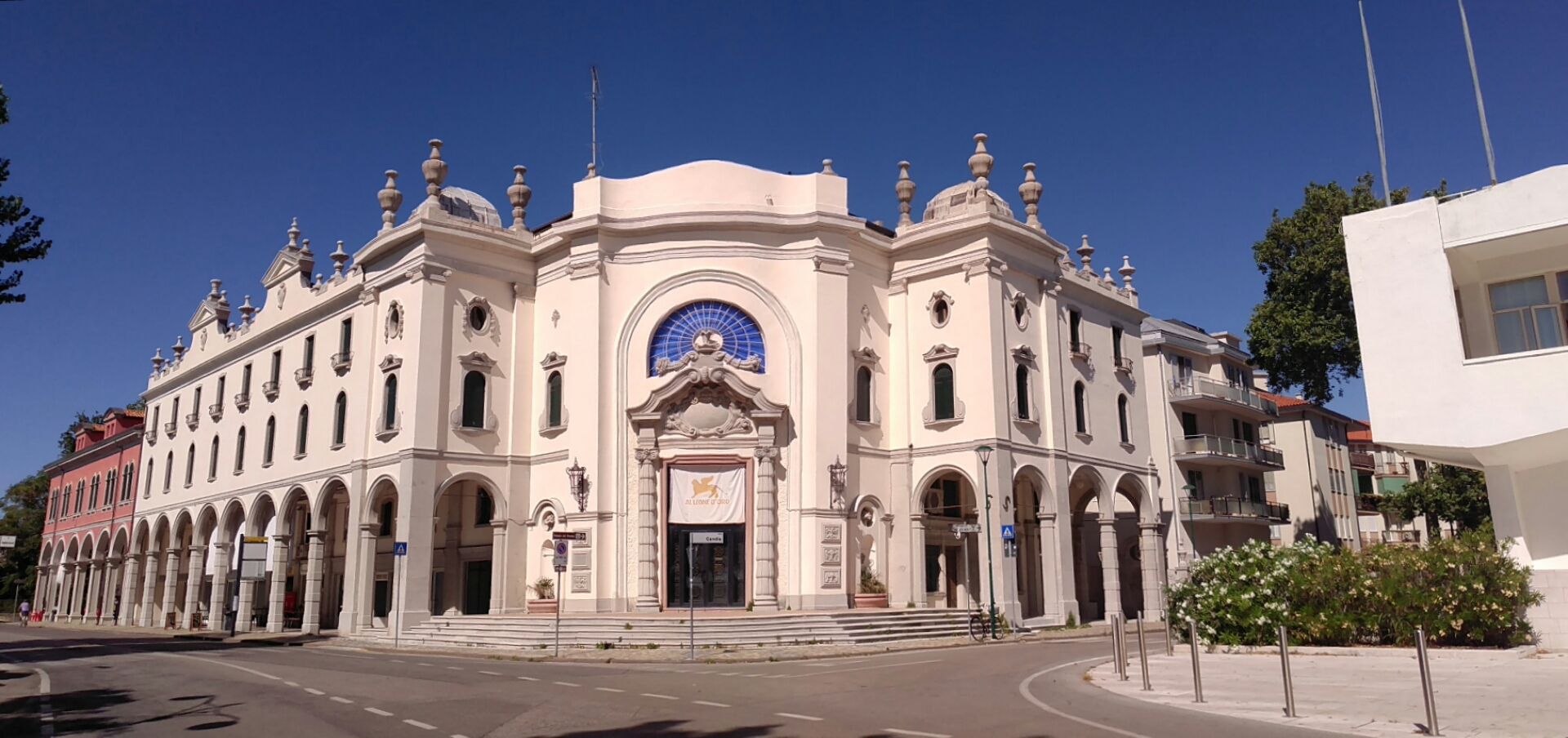
Il complesso del Lion's Bar tra le Procuratie del Lido e il Palazzo del Cinema

Posto in un angolo, il Lion's Bar presenta una facciata in stile eclettico.
Le forme curvilinee della decorazione ricordano le linee dell'architettura barocca con altorilievi e motivi floreali e vegetali tipici dello stile liberty. 
Il portone di entrata è caratterizzato da un frontone mistilineo che poggia su pilastri sagomati con capitelli decorati a motivi floreali. Sopra il frontone si trova un'arcata decorata da vetri di colore blu.
Caratteristici sono i particolari decorativi delle lampade in ferro battuto poste ai lati del portone. Una scalinata forma un'ampia terrazza dalle forme curvilinee.